# 171256 Lucieconstant
171256 Lucieconstant è un asteroide della fascia principale. Scoperto nel 2005, presenta un'orbita caratterizzata da un semiasse maggiore pari a 3,0642878 UA e da un'eccentricità di 0,0287279, inclinata di 1,76049° rispetto all'eclittica.